# オセ

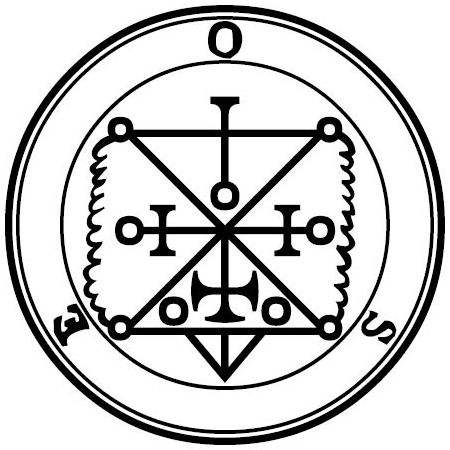
『ゴエティア』に記されたオセのシジル

オセ（Ose、Osé）は悪魔学における悪魔の一人。

## 概要
オゼ、オズ（Oze）、オソ（Oso）
、ウォソ（Voso）ともよばれる。
『ゴエティア』によると、3または30の軍団を率いる序列57番の地獄の大総裁である。一方、ヨーハン・ヴァイヤーの『悪魔の偽王国』では、軍団に関する記述はない。
召喚すると、最初はヒョウの姿で現れるが、その後は人間の姿をとる。召喚者に教養学を教え、神学や隠された物事に関する質問に正しく答える能力を持つ。また、人間を変身させる力や狂気をもたらす力も持つ。オセの力を受けた人間は、自分が王や教皇などであると信じ込んでしまう。
『地獄の辞典』によると、オセは「王冠をかぶっているが、その支配は一日に一時間しか続かない。」という。